# Kwonkan goongarriensis
Kwonkan goongarriensis is een spinnensoort uit de familie Anamidae.
Kwonkan goongarriensis werd in 1983 beschreven door Main.